# 普费芬豪森
普费芬豪森是德国巴伐利亚州的一个市镇。总面积71.79平方公里，总人口4784人，其中男性2522人，女性2262人（2011年12月31日），人口密度67人/平方公里。